# Графтон (Західна Вірджинія)
Графтон (англ. Grafton) — місто (англ. city) в США, в окрузі Тейлор штату Західна Вірджинія. Населення — 4722 особи (2020).

## Географія
Графтон розташований за координатами 39°20′27″ пн. ш. 80°0′58″ зх. д. / 39.34083° пн. ш. 80.01611° зх. д. (39.340876, -80.016006).  За даними Бюро перепису населення США в 2010 році місто мало площу 9,84 км², з яких 9,50 км² — суходіл та 0,34 км² — водойми.

## Демографія
Згідно з переписом 2010 року, у місті мешкали 5164 особи в 2192 домогосподарствах у складі 1357 родин. Густота населення становила 525 осіб/км².  Було 2512 помешкання (255/км²).
Расовий склад населення:
| - 97,1 % — білих - 0,7 % — чорних або афроамериканців - 0,3 % — корінних американців - 0,2 % — азіатів |

До двох чи більше рас належало 1,5 %. Частка іспаномовних становила 0,9 % від усіх жителів.
За віковим діапазоном населення розподілялося таким чином: 21,9 % — особи молодші 18 років, 59,1 % — особи у віці 18—64 років, 19,0 % — особи у віці 65 років та старші. Медіана віку мешканця становила 41,7 року. На 100 осіб жіночої статі у місті припадало 90,9 чоловіків;  на 100 жінок у віці від 18 років та старших — 85,6 чоловіків також старших 18 років.
Середній дохід на одне домашнє господарство  становив 39 847 доларів США (медіана — 34 844), а середній дохід на одну сім'ю — 46 766 доларів (медіана — 38 472). Медіана доходів становила 32 995 доларів для чоловіків та 29 435 доларів для жінок. За межею бідності перебувало 20,1 % осіб, у тому числі 27,7 % дітей у віці до 18 років та 11,7 % осіб у віці 65 років та старших.
Цивільне працевлаштоване населення становило 1873 особи. Основні галузі зайнятості: освіта, охорона здоров'я та соціальна допомога — 34,4 %, роздрібна торгівля — 12,9 %, мистецтво, розваги та відпочинок — 6,5 %, транспорт — 5,8 %.